# Scaphiella kalunda
Espèce
Scaphiella kalunda est une espèce d'araignées aranéomorphes de la famille des Oonopidae.

## Distribution
Cette espèce est endémique de Saint John aux îles Vierges américaines,.

## Description
Le mâle décrit par Platnick et Dupérré en 2010 mesure 1,20 mm et la femelle 1,12 mm.

## Publication originale
- Chickering, 1968 : The genus Scaphiella (Araneae, Oonopidae) in Central America and the West Indies. Psyche, vol. 75, p. 135-156 (texte intégral).